# Lang, Trg
Lang je naselje v Občini Trg v Okraju Trg na Koroškem v Avstriji.